# ヴィレム・ヴァン・ホーフストラーテン
ヴィレム・ヴァン・ホーフストラーテン（Willem van Hoogstraten, 1884年3月18日 - 1965年9月11日）は、オランダのヴァイオリニスト、指揮者。

## 略歴
生い立ち
1884年、オランダのユトレヒトに生まれた。8歳よりヴァイオリンをアレクサンダー・シュムラーに師事した。ドイツ・ケルン音楽院に16歳で進学し、ブラム・エルダリングに師事。また、プラハでオタカール・シェフチークにヴァイオリンを師事した。
指揮者となる
ヴァン・ホーフストラーテンはある保養地で指揮者としての活動を始めた後、クレーフェルトのオーケストラの指揮者を1914年から1918年まで務めた。
1911年にピアニストのエリー・ナイと結婚し、1911年から1927年の16年間、結婚生活を続けた。2人の関係は、1907年にケルン音楽院でピアノの講師をしていたネイと知り合ったのがきっかけであった。夫妻はシュタルンベルク湖畔のトゥッツィングに居を構えた。夫妻はチェリストのフリッツ・ライツと共に三重奏団を結成し、ヨーロッパ中を旅行し、各地で室内楽の演奏活動を精力的に行った。また、夫妻はベートーヴェンのピアノ協奏曲第3番から第5番をコロッセウム・レコーズに録音を残した。2人の間には後に女優となるエレノア・ヴァン・ホーフストラーテンが生まれた。その後、1927年に離婚した。
ヴァン・ホーフストラーテンは指揮活動は、ウィーンのブラームス音楽祭、ザルツブルクのモーツァルト音楽祭での指揮活動、ヨーロッパ各地での客員指揮活動にまで及んだ。彼はニューヨーク・フィルハーモニックを率いてレヴィソン・スタジアムの夏期コンサートシリーズの指揮を1922年から1939年まで行った。この内、1923年から1925年までは准指揮者として活動した。レヴィソンでは、1927年、ニューヨーク・フィルハーモニックと共に、ジョージ・ガーシュウィン本人のソロのもと『ラプソディ・イン・ブルー』、『協奏曲 ヘ調』を演奏した。ヴァン・ホーフストラーテンはフィルハーモニック協会による指名を受け、ジョセフ・ストランスキーとウィレム・メンゲルベルクの間、半シーズン音楽監督を務めた。
また、アメリカではオレゴン交響楽団の音楽監督を務めた。これは前任者のセオドア・スピアリングが急死した後を受けてのことであった。オレゴン交響楽団では13シーズンを受け持った。1939年から1944年まで、モーツァルテウム・ザルツブルクの常任指揮者を務めた。
1964年、ドイツバイエルン州のトゥッツィングで死去。前妻のエリー・ナイとともにノイアー共同墓地に眠っている。

## 家族・親族
- 妻：エリー・ナイはピアニスト。後に離婚。
- 娘：エレノア・ヴァン・ホーフストラーテンは女優。エリー・ナイとの間の娘。